# Rajd Baltic 1973
Rajd Baltic 1973 (10. Int. Sachs Rallye Baltic) – 10 edycja rajdu samochodowego Rajd Baltic rozgrywanego w Niemczech. Rozgrywany był od 28 sierpnia do 1 września 1973 roku. Była to szesnasta runda Rajdowych Mistrzostw Europy w roku 1973.

## Klasyfikacja rajdu
| Miejsce                                          | Kierowca                                         | Pilot                                            | Samochód                                         | Czas                                             | Strata                                           |                                                  |
| Klasyfikacja generalna, ERC i mistrzostw Niemiec | Klasyfikacja generalna, ERC i mistrzostw Niemiec | Klasyfikacja generalna, ERC i mistrzostw Niemiec | Klasyfikacja generalna, ERC i mistrzostw Niemiec | Klasyfikacja generalna, ERC i mistrzostw Niemiec | Klasyfikacja generalna, ERC i mistrzostw Niemiec | Klasyfikacja generalna, ERC i mistrzostw Niemiec |
| ------------------------------------------------ | ------------------------------------------------ | ------------------------------------------------ | ------------------------------------------------ | ------------------------------------------------ | ------------------------------------------------ | ------------------------------------------------ |
| 1.                                               | Gerd Behret                                      | Willi-Peter Pitz                                 | Porsche Carrera                                  | 2:21:04                                          | 0.0                                              |                                                  |
| 2.                                               | Lars Carlsson                                    | Peter Petersen                                   | Opel Commodore GS/E                              | 2:21:44                                          | +40                                              |                                                  |
| 3.                                               | Reinhard Hainbach                                | Wulf Biebinger                                   | BMW 2002 Ti                                      | 2:21:54                                          | +50                                              |                                                  |
| 4.                                               | Henning Christensen                              | Poul Erik Møller                                 | Toyota Celica GT                                 | 2:25:29                                          | +4:25                                            |                                                  |
| 5.                                               | Jan Glad                                         | Peer Glad                                        | Opel Ascona 1.9 SR                               | 2:25:31                                          | +4:27                                            |                                                  |
| 6.                                               | Morten Spiro                                     | Else Brunn Kristensen                            | Mazda RX-2                                       | 2:25:32                                          | +4:28                                            |                                                  |
| 7.                                               | Hans Kolby Hansen                                | Ib Hildebrandt                                   | Vauxhall Viva                                    | 2:31:01                                          | +9:57                                            |                                                  |
| 8.                                               | Johannes Schnoor                                 | Jürgen Drews                                     | BMW 1602                                         | 2:31:26                                          | +10:22                                           |                                                  |
| 9.                                               | Kai Bråthen                                      | Odvar Schøill                                    | BMW 2002 Tii                                     | 2:31:53                                          | +10:49                                           |                                                  |
| 10.                                              | John Haugland                                    | Arild Antonsen                                   | Škoda 120 S                                      | 2:32:03                                          | +10:59                                           |                                                  |